# Асин, Рамон
Рамон Асин (исп. Ramón Acín Aquilué; 30 августа 1888, Уэска, Арагон — 6 августа 1936, там же) — испанский писатель
, художник-авангардист, политический деятель, анархо-синдикалист.

## Биография

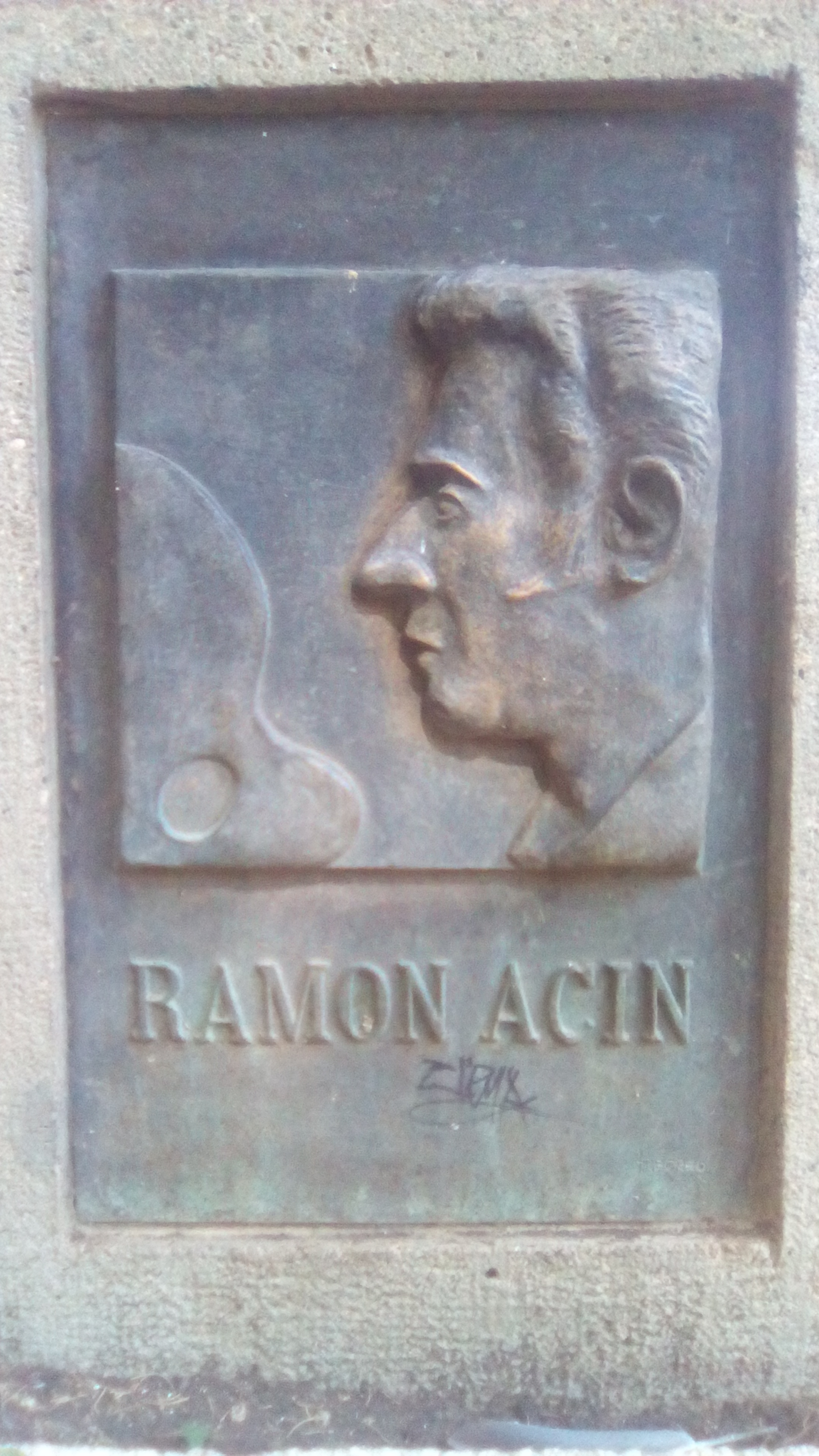
Профиль Рамона Асина в парке Мигеля Севета в Уэске

Родился в семье инженера-геодезиста. С раннего возраста интересовался живописью. Брал уроки рисования в частной академии.
С 1907 года изучал химию в Сарагоском университете. Учительствовал.
В августе 1910 года в журнале El Diario de Avisios de Zaragoza опубликовал свои первые иллюстрации. В конце 1911 года его иллюстрация была использована на обложке сатирического журнала «Don Pepito».
Решив заняться творчеством, начал свою карьеру как художник и писатель.
В 1912 г. был назначен руководителем отдела юмора журнала El Diario de Avisios de Zaragoza, использовал псевдоним «Фрэй Асин». Тогда же начал публиковать политические карикатуры в других прогрессивных газетах: El Pueblo, Vida Socialista и др. В 1913 г. основал еженедельную газету «La Ira».
Стал анархистом-синдикалистом. Сотрудничал со штаб-квартирой анархо-синдикалистских профсоюзов Национальной конфедерацией труда. Входил в Народный фронт Испании.
Участник гражданской войны в Испании на стороне республиканцев. После попытки государственного переворота в Испании боролся против профашистского военного восстания, пока не был вынужден скрываться после того, как Уэска была осаждена националистами. 6 августа 1936 года вышел из укрытия, чтобы защитить свою жену, и был убит фашистами. Его жена Кончита была убита семнадцать дней спустя вместе с сотней республиканских солдат.
Асин дружил с Луисом Бунюэлем, был соавтором фильма «Земля без хлеба» (1933).